# Одбор за одбрану једнаких права држављана Црне Горе
Одбор за одбрану једнаких права држављана Црне Горе (ООЈПДЦГ) је бивша друштвена организација у Србији, која је основана 2001. године, са седиштем у Београду. Одбор се залагао за очување државног заједништва Србије и Црне Горе у оквиру тадашње Савезне Републике Југославије (1992-2003), а потом и у оквиру Државне заједнице Србије и Црне Горе (2003-2006). У том циљу, одбор је заступао став да држављанима Црне Горе који имају пребивалиште у Србији мора бити омогућено да учествују на предстојећем референдуму о државном статусу Црне Горе. Одбором је председавао академик Љубомир Тадић.

## Оснивање и делатност
Рад на оснивању Одбора за одбрану једнаких права држављана Црне Горе покренут је почетком 2001. године, у време када је Скупштина Црне Горе донела Закон о референдуму, који је 19. фебруара усвојен већином гласова, уз оштро противљење опозиционих унионистичких странака. Поменути закон је прописивао да ће се сваки референдум у Црној Гори сматрати успешним уколико се на гласање одазове већина од укупног броја бирача и уколико референдумско питање добије већину гласова у односу на број оних који су гласали. Насупрот таквом решењу, опозиционе унионистичке странке су заступале став да је за легитимно спровођење референдума о кључним државним питањима неопхдно прописати посебне услове, који би поразумевали да ће се референдумско питање сматрати усвојеним само ако за њега гласа већина од укупног броја бирача.
У исто време, покренуто је и питање о праву држављана Црне Горе са пребивалиштем у Србији на учешће у референдумском процесу. Пошто се црногорски режим противио признавању поменутог права, истакнути носиоци црногорског држављанства са пребивалиштем у Србији покренули су иницијативу за стварање посебног удружења које би се залагало за признавање њиховог права на учешће у референдумском процесу. Ту иницијативу су подржале и друге јавне личности у Србији, а првенствено они јавни делатници који су родом или пореклом били са подручја Црне Горе. Тако је дошло до оснивања Одбора за одбрану једнаких права држављана Црне Горе, који је 17. марта 2001. године у Београду одржао први у низу скупова посвећених очувању државног заједништва Србије и Црне Горе и признавању права црногорских држављана у Србији на учешће у референдумском процесу.
Одбор је интензивирао своју активност средином 2001. године, када се испоставило да је ОЕБС у свом извештају од 6. јула 2001. године саопштио неколико противречних препорука у којима није прављена разлика између грађана који су рођени у Црној Гори али су узели држављанство Србије и грађана који су били држављани Црне Горе али су имали пребивалиште у Србији. Занемаривши ову суштинску разлику, ОЕБС је препоручио да грађанима који немају пребивалиште на подручју Црне Горе не би требало признати право на учешће у референдумском процесу. На другој страни, ОЕПС је нагласио да би за спровђење рефрендума о кључним државним питањима требало дефинисати посебну већину.
Одбор је поводом извештаја ОЕБС поздравио препоруку о неопходности дефинисања посебне референдумске већине, али је у потпуности одбацио сумарну препоруку о ограничавању права учешћа на референдуму само на оне грађане који имају пребивалиште на подручју Црне Горе, пошто су таквим решењем из референдумског процеса искључивани држављани Црне Горе са пребивалиштем у Србији.
Одбор је доживео нови ударац 2003. године, након доношења Уставне повеље Србије и Црне Горе у чијем је члану 7. било прописано да држављанин сваке државе-чланице има једнака права и обавезе у другој држави-чланици као и њен држављанин, "изузев изборног права". Таквим изузимањем изборног права из клаузуле о ревноправности држављана постављена је основа за настанак бројних тумачења, која су током 2004. и 2005. године довела до доношења низа противречних законских прописа и судских одлука у обе државе-чланице.
Прво се у време одржавања локалних избора у Црној Гори (2004) поставило питање да ли држављанима Србије који имају пребивалиште у Црној Гори треба и даље признавати бирачка права, након чега је уследио низ рестриктивних судских одлука, које су донете управо уз позивање на 7. члан Уставне повеље. Све те одлуке су се у децембру 2005. године, на захтев државног тужиоца, нашле пред Уставним судом Црне Горе, који их је поништио, вративши изборна права држављанима Србије са пребивалиштем у Црној Гори.
У међувремену, Народна Скупштина Србије је у децембру 2004. године, на предлог Владе Србије, усвојила нови "Закон о држављанству", који је у члану 4. дословно прописивао: "Држављанин друге државе чланице Србије и Црне Горе на територији Републике Србије има једнака права и обавезе као и њен држављанин, изузев изборног права". Таквом одредбом, постављена је основа за редукцију изборног права, које су држављани Црне Горе са пребивалиштем у Србији имали на основу важећег изборног законодавства.
Озваничење новонасталог стања пратиле су још неке необичне околности: поменути закон који је садржао одредбу о редукцији изборног права држављана Црне Горе са пребивалиштем у Србији, проглашен је указом Бориса Тадића, тадашњег председника Србије, који је био рођени син Љубомира Тадића, председника Одбора за одбрану једнаких права држављана Црне Горе. Управо због поменуте одредбе, Закон о држављанству је у пролеће 2006. године доспео пред Уставни суд Србије, ради процене његове услађености са уставним одредбама.
У међувремену, почетком 2005. године, академик Љубомир Тадић је у својству председника Одбора најавио да ће се држављани Црне Горе са пребивалиштем у Србији обратити међународним судовма уколико њихово право на учешће у референдумском процесу не буде признато од стране црногорског режима, док је Шћепан Ушћумлић у својству потпредседника Одбора нагласио да ће са тим проблемом бити упознат и Савет Европе. У исто време, чланови Одбора су се активно укључили у стварање ширег Покрета за европску државну заједницу Србије и Црне Горе (ПЕДЗСЦГ), а председник одбора Љубомир Тадић је изабран и за председника огранка ПЕДЗСЦГ у Србији.
Иако су захтеви Одбора наилазили на подршку разних унионистичких странака и других политичких чинилаца у Србији и Црној Гори, почетком 2006. године је постало извесно да ће у склопу преговора о утврђивању референдумских услова бити начињен политички компромис који неће укључивати позитивна решења за низ кључних питања, укључујући и питање о учешћу држављана Црне Горе са пребивалиштем на подручју Србије у референдумском процесу. Преломна тачка је означена 1. марта 2006. године, када је Скупштина Црне Горе изгласала "Закон о референдуму о државно-правном статусу Републике Црне Горе", који је био плод политичког компромиса. На референдуму о државном статусу Црне Горе који је одржан 21. маја 2006. године, држављани Црне Горе са пребивалиштем на подручју Србије нису имали право гласа. Тиме је уједно означен и крај њихове петогодишње борбе за признавање права на учешће у доношењу одлуке о статусу њихове матичне државе Црне Горе.